# Memoriile lui Hadrian
Memoriile lui Hadrian este un roman istoric al scriitoarei franceze Marguerite Yourcenar, publicat în 1951. Această autobiografie imaginară a împăratului roman Hadrian a avut aproape imediat un extraordinar succes internațional, asigurându-i celebritatea creatoarei sale.

## Romanul
Scris într-un stil dens, dovadă a unei culturi vaste, acest roman filozofico-istoric este o meditație a împăratului Hadrian, aflat către sfârșitul vieții, sub forma unei lungi scrisori adresate lui Marcus Aurelius. Împăratul Hadrian reconstituie principalele evenimente din existența sa, care a fost una dintre cele mai libere și mai lucide cu putință. Proiectul inițial al lui Marguerite Yourcenar, pe când avea douăzeci de ani, era să scrie o carte despre împăratul Hadrian din perspectiva favoritului lui, Antinous. Diferitele versiuni ale acestui proiect, realizate între 1924 și 1929, au fost distruse ulterior de viitoarea academiciană, după ce a fost refuzată de mai multe edituri. Un sfert de secol mai târziu, Marguerite Yourcenar reîncepe lucrul la proiectul ei din tinerețe, însă inversează perspectiva: împăratul Hadrian este cel care își povestește viața și pasiunea pentru  Antinous, devastat după ce tânărul bitinian s-a sinucis.
Romanul este împărțit în șase capitole: 
1. Anima vagula blandula
2. Varius multiplex multiformis
3. Tellus stabilita
4. Saeculum aureum
5. Disciplina augusta
6. Patientia

## Contextul scrierii romanului
Marguerite Yourcenar afirmă, în carnetele de note de la ”Memoriile lui Hadrian” că la baza dorinței sale de a rescrie acest roman a stat un citat din corespondența lui Gustave Flaubert:
”Nemaiexistând zei, iar Hristos neexistând încă, de la Cicero la Marcus Aurelius a fost un răstimp în care, singur, doar omul a existat.”
Scriitoarea a mărturisit că a ezitat între a scrie memoriile împăratului Hadrian și pe cele ale poetului și matematicianului Omar Khayyam. De altfel, și Hadrian și Omar Khayyam, dar și Zeno, eroul romanului ”Piatra filozofală”, se prezintă ca și personaje lucide, tolerante, dar și cinice în legătură cu condiția umană și cu iluziile de care umanitatea nu se poate lepăda.

## Un roman istoric?
Marguerite Yourcenar explică în carnetele sale de note munca dificilă pe care a trebuit să o ducă pentru a se apropia cât mai mult de personajul său și de ambianța istorică: ”Dacă am ales să scriu ”Memoriile lui Hadrian” la persoana întâi, e pentru motivul de a nu avea nevoie câtuși de puțin de un intermediar, fie chiar vorba de mine însămi.”
Scriitoarea este însă conștientă și de neajunsurile unui astfel de demers literar: ”Orice am face, întotdeauna reconstituim într-o manieră subiectivă. Dar deja înseamnă mult faptul că am încercat să reconstruiesc totul folosind numai pietre autentice.”

### Părerea istoricilor
În opinia lui Andre Chastagnol ”portretul pe care l-a trasat Marguerite Yourcenar împăratului Hadrian corespunde fără îndoială cu ceea ce sursele istorice spun despre el.”
Istoricul Paul Petit este de părere că ”Doamna Yourcenar a folosit, pentru a-i surprinde portretul, instrumente fine de psihologie și o bună cunoaștere a surselor istorice, fără a pretinde că romanul său prezintă adevărul istoric.”

### Alte păreri
Scriitorul american Gore Vidal, care a publicat în 1964 romanul „Julien”, cuprinzând memoriile împăratului Iulian apostatul, a adus în 2006 o critică severă operei lui Marguerite Yourcenar: ”Yourcenar a făcut toate greșelile posibile într-un roman istoric. Mai întâi, l-a transformat pe Hadrian în doamna Yourcenar. (...) A redecorat totul prin prisma unei gândiri moderne.”
Criticilor de acest gen, Marguerite Yourcenar le-a răspuns în carnetul său de note: ”Grosolănia celor care-ți spun ”Hadrian ești tu!”. Poate tot atât de mare și grosolănia celor ce se miră că a fost ales un subiect atât de îndepărtat și de străin. Vrăjitorul ce-și crestează degetul în momentul în care invocă umbrele știe că ele nu-i vor răspunde chemării decât fiindcă-i ling propriul sânge. Știe, de asemenea, sau ar trebui să știe, că vocile ce-i vorbesc sunt mai înțelepte și mai demne de atenție decât propriile lui țipete”.